# Seznam dílů seriálu Dračí princ
Toto je seznam dílů seriálu Dračí princ. Americko-kanadský animovaný televizní seriál Dračí princ měl premiéru 14. září 2018 na Netflixu.

## Přehled řad
| Kniha | Kniha | Sága            | Název  | Díly | Premiéra na Netflixu |
| ----- | ----- | --------------- | ------ | ---- | -------------------- |
|       | 1     | Dračí princ     | Měsíc  | 9    | 14. září 2018        |
|       | 2     | Dračí princ     | Nebesa | 9    | 15. února 2019       |
|       | 3     | Dračí princ     | Slunce | 9    | 22. listopadu 2019   |
|       | 4     | Záhada Aaravose | Země   | 9    | 3. listopadu 2022    |
|       | 5     | Záhada Aaravose | Oceán  | 9    | 22. července 2023    |
|       | 6     | Záhada Aaravose | Hvězdy | 9    | 26. července 2024    |
|       | 7     | Záhada Aaravose | Temno  | 9    | 19. prosince 2024    |

## Seznam dílů

### Kniha první:Měsíc(2018)
| Č. v seriálu | Č. v řadě | Původní název           | Český název       | Režie              | Scénář                        | Premiéra na Netflixu |
| ------------ | --------- | ----------------------- | ----------------- | ------------------ | ----------------------------- | -------------------- |
| 1            | 1         | Echoes of Thunder       | Ozvěny hromu      | Giancarlo Volpe    | Aaron Ehasz a Justin Richmond | 14. září 2018        |
| 2            | 2         | What Is Done            | Co se stalo       | Giancarlo Volpe    | Aaron Ehasz a Justin Richmond | 14. září 2018        |
| 3            | 3         | Moonrise                | Východ měsíce     | Giancarlo Volpe    | Aaron Ehasz a Justin Richmond | 14. září 2018        |
| 4            | 4         | Bloodthirsty            | Krvežízniví       | Villads Spangsberg | Devon Giehl a Iain Hendry     | 14. září 2018        |
| 5            | 5         | An Empty Throne         | Prázdný trůn      | Villads Spangsberg | Aaron Ehasz a Justin Richmond | 14. září 2018        |
| 6            | 6         | Through the Ice         | Prolomit ledy     | Villads Spangsberg | Aaron Ehasz a Justin Richmond | 14. září 2018        |
| 7            | 7         | The Dagger and the Wolf | Dýka a vlk        | Villads Spangsberg | Devon Giehl a Iain Hendry     | 14. září 2018        |
| 8            | 8         | Cursed Caldera          | Strašidelná sopka | Villads Spangsberg | Aaron Ehasz a Justin Richmond | 14. září 2018        |
| 9            | 9         | Wonderstorm             | Bouře zázraků     | Villads Spangsberg | Aaron Ehasz a Justin Richmond | 14. září 2018        |

### Kniha druhá:Nebesa(2019)
| Č. v seriálu | Č. v řadě | Původní název          | Český název         | Režie              | Scénář                        | Premiéra na Netflixu |
| ------------ | --------- | ---------------------- | ------------------- | ------------------ | ----------------------------- | -------------------- |
| 10           | 1         | A Secret and a Spark   | Tajemství a jiskra  | Villads Spangsberg | Aaron Ehasz a Justin Richmond | 15. února 2019       |
| 11           | 2         | Half-Moon Lies         | Zdání klame         | Villads Spangsberg | Aaron Ehasz a Justin Richmond | 15. února 2019       |
| 12           | 3         | Smoke and Mirrors      | Kouřová clona       | Villads Spangsberg | Devon Giehl a Iain Hendry     | 15. února 2019       |
| 13           | 4         | Voyage of the Ruthless | Cesta lodi Ruthless | Villads Spangsberg | Neil Mukhopadhyay             | 15. února 2019       |
| 14           | 5         | Breaking the Seal      | Rozlomená pečeť     | Villads Spangsberg | Aaron Ehasz a Justin Richmond | 15. února 2019       |
| 15           | 6         | Heart of a Titan       | Srdce Titána        | Villads Spangsberg | Aaron Ehasz a Justin Richmond | 15. února 2019       |
| 16           | 7         | Fire and Fury          | Záchvat zuřivosti   | Villads Spangsberg | Devon Giehl a Iain Hendry     | 15. února 2019       |
| 17           | 8         | The Book of Destiny    | Kniha osudu         | Villads Spangsberg | Aaron Ehasz a Justin Richmond | 15. února 2019       |
| 18           | 9         | Breathe                | Hluboký nádech      | Villads Spangsberg | Aaron Ehasz a Justin Richmond | 15. února 2019       |

### Kniha třetí:Slunce(2019)
| Č. v seriálu | Č. v řadě | Původní název          | Český název           | Režie              | Scénář                        | Premiéra na Netflixu |
| ------------ | --------- | ---------------------- | --------------------- | ------------------ | ----------------------------- | -------------------- |
| 19           | 1         | Sol Regem              | Sol Regem             | Villads Spangsberg | Aaron Ehasz a Justin Richmond | 22. listopadu 2019   |
| 20           | 2         | The Crown              | Koruna                | Villads Spangsberg | Neil Mukhopadhyay             | 22. listopadu 2019   |
| 21           | 3         | Ghost                  | Duch                  | Villads Spangsberg | Devon Giehl a Iain Hendry     | 22. listopadu 2019   |
| 22           | 4         | The Midnight Desert    | Půlnoční poušť        | Villads Spangsberg | Aaron Ehasz a Justin Richmond | 22. listopadu 2019   |
| 23           | 5         | Heroes and Masterminds | Hrdinně i podle plánu | Villads Spangsberg | Aaron Ehasz a Justin Richmond | 22. listopadu 2019   |
| 24           | 6         | Thunderfall            | Hromův konec          | Villads Spangsberg | Aaron Ehasz a Justin Richmond | 22. listopadu 2019   |
| 25           | 7         | Hearts of Cinder       | Srdce z popela        | Villads Spangsberg | Neil Mukhopadhyay             | 22. listopadu 2019   |
| 26           | 8         | Dragonguard            | Dračí stráž           | Villads Spangsberg | Devon Giehl a Iain Hendry     | 22. listopadu 2019   |
| 27           | 9         | The Final Battle       | Poslední bitva        | Villads Spangsberg | Aaron Ehasz a Justin Richmond | 22. listopadu 2019   |

### Kniha čtvrtá:Země(2022)
| Č. v seriálu | Č. v řadě | Původní název             | Český název           | Režie           | Scénář                        | Premiéra na Netflixu |
| ------------ | --------- | ------------------------- | --------------------- | --------------- | ----------------------------- | -------------------- |
| 28           | 1         | Rebirthday                | Oslava znovuzrození   | George Samilski | Aaron Ehasz a Justin Richmond | 3. listopadu 2022    |
| 29           | 2         | Fallen Stars              | Spadlé hvězdy         | George Samilski | Aaron Ehasz a Justin Richmond | 3. listopadu 2022    |
| 30           | 3         | Breathtaking              | Bez dechu             | George Samilski | Aaron Ehasz a Justin Richmond | 3. listopadu 2022    |
| 31           | 4         | Through the Looking Glass | Za zrcadlem           | George Samilski | Aaron Ehasz a Justin Richmond | 3. listopadu 2022    |
| 32           | 5         | The Great Gates           | Velká brána           | George Samilski | Neil Mukhopadhyay             | 3. listopadu 2022    |
| 33           | 6         | The Drakewood             | Dračí les             | George Samilski | Devon Giehl a Iain Hendry     | 3. listopadu 2022    |
| 34           | 7         | Beneath the Surface       | Pod povrchem          | George Samilski | Aaron Ehasz a Justin Richmond | 3. listopadu 2022    |
| 35           | 8         | Rex Igneous               | Rex Igneous           | George Samilski | Devon Giehl a Iain Hendry     | 3. listopadu 2022    |
| 36           | 9         | Escape from Umber Tor     | Útěk z hory Umber Tor | George Samilski | Aaron Ehasz a Justin Richmond | 3. listopadu 2022    |

### Kniha pátá:Oceán(2023)
| Č. v seriálu | Č. v řadě | Původní název            | Český název                      | Režie           | Scénář                        | Premiéra na Netflixu |
| ------------ | --------- | ------------------------ | -------------------------------- | --------------- | ----------------------------- | -------------------- |
| 37           | 1         | Domina Profundis         | Domina Profundis                 | George Samilski | Aaron Ehasz a Justin Richmond | 22. července 2023    |
| 38           | 2         | Old Wounds               | Staré rány                       | George Samilski | Neil Mukhopadhyay             | 22. července 2023    |
| 39           | 3         | Nightmares & Revelations | Noční můry a překvapivá odhalení | George Samilski | Devon Giehl a Iain Hendry     | 22. července 2023    |
| 40           | 4         | The Great Bookery        | Velká knižnice                   | George Samilski | Aaron Ehasz a Justin Richmond | 22. července 2023    |
| 41           | 5         | Archmage Akiyu           | Arcimágyně Akiyu                 | George Samilski | Aaron Ehasz a Justin Richmond | 22. července 2023    |
| 42           | 6         | Bait & Switch            | Velká loupež                     | George Samilski | Devon Giehl a Iain Hendry     | 22. července 2023    |
| 43           | 7         | Sea Legs                 | Na moři                          | George Samilski | Neil Mukhopadhyay             | 22. července 2023    |
| 44           | 8         | Finnegrin's Wake         | Plačky nad Finnegrinem           | George Samilski | Devon Giehl a Iain Hendry     | 22. července 2023    |
| 45           | 9         | Infantis Sanguine        | Dětská krev                      | George Samilski | Aaron Ehasz a Justin Richmond | 22. července 2023    |

### Kniha šestá:Hvězdy(2024)
| Č. v seriálu | Č. v řadě | Původní název         | Český název             | Režie           | Scénář                                                  | Premiéra na Netflixu |
| ------------ | --------- | --------------------- | ----------------------- | --------------- | ------------------------------------------------------- | -------------------- |
| 46           | 1         | Startouched           | Moc hvězdných elfů      | George Samilski | Aaron Ehasz a Justin Richmond                           | 26. července 2024    |
| 47           | 2         | Love, War & Mushrooms | Láska, válka a houby    | George Samilski | Paige VanTassell                                        | 26. července 2024    |
| 48           | 3         | The Frozen Ship       | Prolomit ledy           | George Samilski | Aaron Ehasz a Justin Richmond                           | 26. července 2024    |
| 49           | 4         | The Starscraper       | Hvězdodrap              | George Samilski | Joe Corcoran a Eugene Ramos                             | 26. července 2024    |
| 50           | 5         | Moonless Night        | Noc bez měsíčního svitu | George Samilski | Devon Giehl a Iain Hendry                               | 26. července 2024    |
| 51           | 6         | Moment of Truth       | Okamžik pravdy          | George Samilski | Aaron Ehasz a Justin Richmond                           | 26. července 2024    |
| 52           | 7         | The Red Wedding       | Rudá svatba             | George Samilski | Aaron Ehasz, Justin Richmond a Michal Schick            | 26. července 2024    |
| 53           | 8         | We All Fall Down      | Pád nás nemine          | George Samilski | Aaron Ehasz a Justin Richmond                           | 26. července 2024    |
| 54           | 9         | Stardust              | Hvězdný prach           | George Samilski | Aaron Ehasz, Justin Richmond, Devon Giehl a Iain Hendry | 26. července 2024    |

### Kniha sedmá:Temno(2024)
| Č. v seriálu | Č. v řadě | Původní název          | Český název      | Režie           | Scénář                        | Premiéra na Netflixu |
| ------------ | --------- | ---------------------- | ---------------- | --------------- | ----------------------------- | -------------------- |
| 55           | 1         | Death Alive            | Smrt zaživa      | George Samilski | Aaron Ehasz a Justin Richmond | 19. prosince 2024    |
| 56           | 2         | True Heart             | Konec nevinnosti | George Samilski | Joe Corcoran                  | 19. prosince 2024    |
| 57           | 3         | The Glittering Bones   | Třpytivé kosti   | George Samilski | Eugene Ramos                  | 19. prosince 2024    |
| 58           | 4         | Unfinished Business    | Srovnat účty     | George Samilski | Devon Giehl a Iain Hendry     | 19. prosince 2024    |
| 59           | 5         | Sticky Fingers         | Ulepené prsty    | George Samilski | Paige VanTassell              | 19. prosince 2024    |
| 60           | 6         | Inversion              | Převrácení       | George Samilski | Aaron Ehasz a Justin Richmond | 19. prosince 2024    |
| 61           | 7         | The Titan and the King | Titán a král     | George Samilski | Michal Schick                 | 19. prosince 2024    |
| 62           | 8         | Dying Light            | Umírající světlo | George Samilski | Devon Giehl a Iain Hendry     | 19. prosince 2024    |
| 63           | 9         | Nova                   | Nova             | George Samilski | Aaron Ehasz a Justin Richmond | 19. prosince 2024    |